# Béhierite
La béhierite è un minerale.